# Wakuom
Wakuom (vacuome) -  termin historyczny z zakresu cytologii oznaczający całość systemu wakuolarnego komórki, do którego w przeszłości zaliczano także aparat Golgiego. Termin ten został wprowadzony przez M. Parata w 1924 r. przy dyskusji o znaczeniu i funkcji aparatu Golgiego. Parat i niektórzy cytolodzy z lat dwudziestych XX w. uważali aparat Golgiego za artefakt powstały w miejscu wakuoli. Cechą wyróżniającą wakuole systemu wakuolarnego (wakuomu) była zdolność do przyżyciowego barwienia się czerwienią obojętną. Obecnie wiadomo, że wakuole sródplazmatyczne i aparat Golgiego są morfologicznie i czynnościowo odmiennymi organellami komórkowymi. 
Badaniami wakuomu i aparatu Golgiego zajmował się w Polsce m.in. w swoich wczesnych pracach (lata 30. XX wieku) Kazimierz Sembrat, później profesor Uniwersytetu Lwowskiego i Uniwersytetu Wrocławskiego, który wbrew panującym powszechnie wówczas poglądom stwierdził, że synteza substancji deutoplazmatycznej odbywa się wewnątrz mitochondriów, co zostało później potwierdzone przy pomocy mikroskopu elektronowego.